# Pic Hagues
Le pic Hagues (en anglais : Hagues Peak) est un sommet montagneux américain dans le comté de Larimer, dans le Colorado. Il culmine à 4 133 mètres d'altitude dans le chaînon Mummy, dont il est constitue le point culminant, protégé au sein du parc national de Rocky Mountain.